# Jorge Córdova
Jorge Córdova (* 23. April 1822 in La Paz, Bolivien; † 23. Oktober 1861 in La Paz) war ein bolivianischer Armee-Offizier und der 15. Präsident seines Landes vom 15. August 1855 bis 9. September 1857.
Jorge Córdova war verheiratet mit Edelmira, einer der Töchter des bolivianischen Präsidenten Manuel Isidoro Belzu und stand seinem Schwiegervater sehr nahe. Seine militärische Karriere begann Córdova unter General Andrés de Santa Cruz, der von 1829 bis 1839 siebter Präsident Boliviens war. Córdova war beteiligt an den Schlachten von Socabaya, Yanacocha, Yungay und Ingavi. Er war Kommandeur des Regiments „El Chorolque“, dessen Feldzüge wesentlich zur militärischen Festigung der Herrschaft seines Schwiegervaters beitrugen.

## Präsidentschaft
Im Jahr 1855 entschloss sich Präsident Belzu, den wiederholten Protesten gegen seine Herrschaft nachzugeben und sich aus der Politik zurückzuziehen, nicht ohne Córdova seine Unterstützung im Kampf um die Präsidentschaftsnachfolge angedeihen zu lassen. Córdova siegte gegen seinen Konkurrenten José María Linares und wurde am 15. August 1855 im Alter von 33 Jahren als Präsident vereidigt. Córdova setzte die politische Linie seines Schwiegervaters fort, so dass er in der breiten Öffentlichkeit sehr schnell als Statthalter von Belzu angesehen wurde und die Proteste gegen den Regierungschef wieder aufflammten. Diese Proteste waren im Spätsommer 1857 erfolgreich, Córdova wurde gestürzt und flüchtete nach Peru, während José María Linares die Macht übernahm.

## Tod
Córdova kehrte später nach Bolivien zurück, um die erneute Rückkehr seines Schwiegervaters an die Macht tatkräftig zu unterstützen. Zusammen mit Dutzenden anderen Oppositionspolitikern wurde er jedoch im Oktober 1861 im Alter von 39 Jahren während der Matanzas de Loreto unter der Präsidentschaft von José María de Achá (1861–1864) ermordet.